# Cleospira
Cleospira is een geslacht van weekdieren uit de klasse van de Gastropoda (slakken).

## Soorten
- Cleospira bicolor (Sowerby I, 1834)
- Cleospira ochsneri (Hertlein & Strong, 1949)